# Datsun mi-DO
Der Datsun mi-Do (Eigenschreibweise: mi-DO) ist ein PKW-Modell des japanischen Automobilherstellers Nissan, das für den russischen Markt entworfen wurde. Er ist Teil der Strategie von Renault-Nissan, die in den 1980er Jahren eingestellte Marke Datsun als günstige Marke für Schwellenländer wieder einzuführen. 2020 wurde die Produktion des Modells ersatzlos eingestellt.
Die fünftürige Schräghecklimousine ist der Kleinwagenklasse zuzuordnen und stellt das Schwesternmodell zur Stufenheck-Limousine Datsun on-Do dar. Der mi-Do wurde auf der Moskauer Automesse im August 2014 vorgestellt und war ab 2015 lieferbar.

## Name
Do bedeutet auf Japanisch „Weg“ oder „Bewegung“. Das vorangestellte mi soll an das englische „me“ erinnern und für die Personalisierung stehen.

## Entwicklung und Produktion
Der Datsun mi-Do entstand im Rahmen der Mehrheitsbeteiligung von Renault-Nissan am russischen Automobilhersteller AwtoWAS, der ansonsten Lada-Modelle herstellt. Der mi-Do nutzt eine angepasste Plattform des Lada Kalina. Er lief gemeinsam mit diesem und mit dem Datsun on-Do im AwtoWas Werk im russischen Togliatti vom Band.

## Technische Daten und Ausstattung
Der Datsun mi-Do ist in Höhe, Breite und Radstand dem on-Do gleich, aber mit einer Länge von 3950 mm ist er 387 mm kürzer. Er ist ausschließlich mit einem 1,6-Liter-Ottomotor mit 64 kW (87 PS) beziehungsweise 78 kW (106 PS) lieferbar. Die 64-kW-Variante ist wahlweise mit einem manuell zu schaltenden 5-Gang-Getriebe oder einer 4-Gang-Automatik lieferbar. Zwei Airbags und Antiblockiersystem sind Serie, ebenso wie beheizte Sitze und Außenspiegel.
|                                             | 1.6                        |                       |
| Bauzeitraum                                 | 2014–2020                  | 2017–2020             |
| Motorkenndaten                              |                            |                       |
| Motortyp                                    | R4-Ottomotor               | R4-Ottomotor          |
| Hubraum                                     | 1596 cm³                   | 1596 cm³              |
| max. Leistung bei min−1                     | 64 kW (87 PS) / 5100       | 78 kW (106 PS) / 5800 |
| max. Drehmoment bei min−1                   | 140 Nm / 3800              | 145 Nm / 4000         |
| Kraftübertragung                            |                            |                       |
| Antrieb                                     | Vorderradantrieb           | Vorderradantrieb      |
| Getriebe, serienmäßig                       | 5-Gang-Schaltgetriebe      | 5-Gang-Schaltgetriebe |
| Getriebe, optional                          | [4-Gang-Automatikgetriebe] | —                     |
| Messwerte                                   |                            |                       |
| Höchstgeschwindigkeit                       | 170 km/h [166 km/h]        | 180 km/h              |
| Beschleunigung, 0–100 km/h                  | 12,0 s [14,3 s]            | 10,5 s                |
| Kraftstoffverbrauch auf 100 km (kombiniert) | 7,0 l [7,7 l] Super        | 6,6 l Super           |
| Tankinhalt                                  | 50 l                       | 50 l                  |

- Werte in [ ] gelten für Fahrzeuge mit optionalem Antrieb.

## Weitere Vertriebsländer
Ab 2016 wurde der mi-Do auch in Kasachstan, Weißrussland und dem Libanon angeboten.